# Saint-Ouen-d'Aunis
Saint-Ouen-d'Aunis là một xã trong tỉnh Charente-Maritime trong vùng Nouvelle-Aquitaine, tây nam nước Pháp. Xã Saint-Ouen-d'Aunis nằm ở khu vực có độ cao trung bình 4 mét trên mực nước biển.

## Dân số
| Năm  | Dân số | Mật độ |
| ---- | ------ | ------ |
| 1962 | 209    | -      |
| 1968 | 246    | -      |
| 1975 | 339    | -      |
| 1982 | 524    | -      |
| 1990 | 612    | -      |
| 1999 | 692    | 78/km² |